# Тюрин, Юрий Петрович
Ю́рий Петро́вич Тю́рин (псевдоним Ю. Самарин; 8 ноября 1938, Москва — 22 марта 2016, Москва) — советский и российский сценарист, киновед, кинокритик. Доктор искусствоведения (2006), ведущий научный сотрудник НИИ киноискусства.

## Биография
Родился 8 ноября 1938 года в Москве в семье рабочих.
В 1962 году окончил киноведческий факультет Всесоюзного государственного института кинематографии (ВГИК).
В 1962—1974 годах работал редактором в издательстве «Советская Россия». С 1974 года — научный сотрудник Научно-исследовательского института киноискусства.
В 1982 году защитил диссертацию на соискание учёной степени кандидата искусствоведения по теме «Проблемы кинематографического творчества В. М. Шукшина».
В 2006 году защитил диссертацию на соискание учёной степени доктора искусствоведения по теме «Российская история и духовные традиции в контексте кинематографического творчества».
Печатался с 1964 года, первая публикация — в журнале «Нева».
Умер 22 марта 2016 года в Москве. Похоронен на Кунцевском кладбище (участок 10).

## Участие в творческих и общественных организациях
- Член Союза писателей СССР (c 1978)[2]
- Член Союза журналистов СССР (c 1982)[2]

## Награды
- Медаль «Ветеран труда»[2]
- Медаль «В память 850-летия Москвы»[2]

## Премии
- Лауреат премии Союза кинематографистов СССР (1981)[1]

## Фильмография

### Сценарист
- 1988 — Хлеб — имя существительное (совместно с Михаилом Алексеевым и Григорием Никулиным)

### Участие в фильмах
- 1999 — Шукшин (документальный)
- 2008 — Фильм о фильме (документальный)

## Книги
- Золотарёв Б., Тюрин Ю. П. Тайный советник: Роман. В 2-х тт. — М.: Современник, 1978. — Т. 1. — 272 с.
- Золотарёв Б., Тюрин Ю. П. Тайный советник: Роман. В 2-х тт. — М.: Современник, 1980. — Т. 2. — 448 с.
- Тюрин Ю. П. Выбор странствий. — М.: Московский рабочий, 1981. — 192 с.
- Тюрин Ю. П. Озеро: Повесть и рассказы. — М.: Современник, 1982. — 384 с.
- Тюрин Ю. П. Становление личности: (Кинематограф и нравственное воспитание): Книга для учащихся. — М., 1982.
- Тюрин Ю. П. Кинематограф Василия Шукшина. — М.: Искусство, 1984. — 320 с.
- Тюрин Ю. П. Парад. — М.: Патриот, 1986.
- Золотарёв Б., Тюрин Ю. П. Советник. — М.: Современник, 1986. — 688 с.
- Тюрин Ю. П. Воспитание историей: Книга для учащихся. — М.: Просвещение, 1987. — 288 с.
- Тюрин Ю. П. Сергей Бондарчук. — М.: Прогресс, 1988.
- Тюрин Ю. П. Недаром помнит вся Россия. — М.: Издательство Бюро пропаганды советского киноискусства, 1988.
- Тюрин Ю. П. Рубеж. — М.: Патриот, 1990. — 348 с. — ISBN 5-7030-0103-X.
- Тюрин Ю. П. Копьё и крест. — М.: Патриот, 1992. — ISBN 5-7030-0592-2.
- Тюрин Ю. П. Два парада. — М.: Андреевский флаг, 1995. — 48 с. — ISBN 5-85608-141-2.
- Тюрин Ю. П. Великая Победа. — М.: Издательство Фонда апостола Андрея Первозванного, 2000.
- Тюрин Ю. П. Сирень № 13: Проза. — М.: Андреевский флаг, 2003. — 544 с. — ISBN 5-9553-0006-6.
- Тюрин Ю. П. Перспектива памяти: Кино, история, литература. — М.: Материк, 2004. — 152 с. — ISBN 5-85646-122-3.
- Тюрин Ю. П. История и киномистификации. — М.: НИИ киноискусства, 2008. — 308 с. — ISBN 978-5-91524-009-3.
- Тюрин Ю. П. Погибель венценосной Руси. Экран о гибели династии Романовых. — М.: Канон + РООИ «Реабилитация», 2012. — 252 с. — ISBN 978-5-88373-270-5.
- Тюрин Ю. П. Феномен Юрия Арабова: Сборник эссе. — М.: ВГИК, 2015. — 234 с. — 500 экз. — ISBN 978-5-87149-182-9.